# Бреель
Брее́ль (фр. Bréel) — колишній муніципалітет у Франції, у регіоні Нормандія, департамент Орн. Населення — 127 осіб (2011).
Муніципалітет був розташований на відстані близько 210 км на захід від Парижа, 45 км на південь від Кана, 60 км на північний захід від Алансона.

## Історія
До 2015 року муніципалітет перебував у складі регіону Нижня Нормандія. Від 1 січня 2016 року належав до нового об'єднаного регіону Нормандія.
1 січня 2016 року Бреель, Аті-де-л'Орн, Ла-Карней, Нотр-Дам-дю-Роше, Ронфежре, Сегрі-Фонтен, Тайбуа i Ле-Турай було об'єднано в новий муніципалітет Аті-Валь-де-Рувр.

## Демографія
Динаміка населення (INSEE ):
Розподіл населення за віком та статтю (2006):
| Стать | Всього | До 15 років | 15-24 | 25-44 | 45-64 | 65-85 | Понад 85 |
| --- | ------ | ----------- | ----- | ----- | ----- | ----- | -------- |
| Чоловіки | 76     | 12          | 4     | 28    | 16    | 16    | 0        |
| Жінки | 56     | 0           | 4     | 12    | 28    | 12    | 0        |
| \| Статево-вікова піраміда \| Статево-вікова піраміда \| Статево-вікова піраміда \| \| ----------------------- \| ----------------------- \| ----------------------- \| \| Чоловіки \| Вік \| Жінки \| \| 0 \| 85 + \| 0 \| \| 4 \| 80-84 \| 0 \| \| 0 \| 75-79 \| 4 \| \| 0 \| 70-74 \| 4 \| \| 12 \| 65-69 \| 4 \| \| 4 \| 60-64 \| 8 \| \| 12 \| 55-59 \| 12 \| \| 0 \| 50-54 \| 8 \| \| 0 \| 45-49 \| 0 \| \| 0 \| 40-44 \| 0 \| \| 12 \| 35-39 \| 0 \| \| 16 \| 30-34 \| 4 \| \| 0 \| 25-29 \| 8 \| \| 4 \| 20-24 \| 4 \| \| 0 \| 15-20 \| 0 \| \| 0 \| 10-14 \| 0 \| \| 0 \| 5-9 \| 0 \| \| 12 \| 0-4 \| 0 \| |        |             |       |       |       |       |          |
| Статево-вікова піраміда |        |             |       |       |       |       |          |
| Чоловіки | Вік    | Жінки       |       |       |       |       |          |
| 0 | 85 +   | 0           |       |       |       |       |          |
| 4 | 80-84  | 0           |       |       |       |       |          |
| 0 | 75-79  | 4           |       |       |       |       |          |
| 0 | 70-74  | 4           |       |       |       |       |          |
| 12 | 65-69  | 4           |       |       |       |       |          |
| 4 | 60-64  | 8           |       |       |       |       |          |
| 12 | 55-59  | 12          |       |       |       |       |          |
| 0 | 50-54  | 8           |       |       |       |       |          |
| 0 | 45-49  | 0           |       |       |       |       |          |
| 0 | 40-44  | 0           |       |       |       |       |          |
| 12 | 35-39  | 0           |       |       |       |       |          |
| 16 | 30-34  | 4           |       |       |       |       |          |
| 0 | 25-29  | 8           |       |       |       |       |          |
| 4 | 20-24  | 4           |       |       |       |       |          |
| 0 | 15-20  | 0           |       |       |       |       |          |
| 0 | 10-14  | 0           |       |       |       |       |          |
| 0 | 5-9    | 0           |       |       |       |       |          |
| 12 | 0-4    | 0           |       |       |       |       |          |

## Економіка
2010 року серед 73 осіб працездатного віку (15—64 років) 44 були активними, 29 — неактивними (показник активності 60,3%, у 1999 році було 56,6%). З 44 активних мешканців працювала 41 особа (25 чоловіків та 16 жінок), безробітними було 3 (2 чоловіки та 1 жінка). Серед 29 неактивних 4 особи були учнями чи студентами, 18 — пенсіонерами, 7 були неактивними з інших причин.

У 2010 році в муніципалітеті числилось 61 оподатковане домогосподарство, у яких проживали 121,0 особи, медіана доходів виносила 17 514 євро на одного особоспоживача